# Nikola Zhekov
Nikola Todorov Zhekov (búlgaro: Никола Тодоров Жеков; 1864-1949) foi um Marechal, Ministro da Guerra e Comandante-em-chefe do Exército Búlgaro durante a Primeira Guerra Mundial, conseguindo várias vitórias contra os sérvios e os romenos.

## Biografia
Nikola Todorov Zhekov nasceu em Sliven, em 6 de janeiro de 1865. Foi aceito na Escola Militar de Sófia e em 1885, serviu num regimento de reserva durante a Guerra servo-búlgara. Em 1886, ele participou numa tentativa de golpe para derrubar o príncipe Alexandre I da Bulgária, com o fracasso do golpe ele foi rebaixado à cadete, sendo anistiado algum tempo depois.

## Guerras balcânicas
Em 1912, estourou a Primeira Guerra Balcânica, Zhekov havia se tornado coronel e encarregado de tomar a fortaleza turca de Edirne, onde consegue, mas também adoece e precisa se ausentar, impedindo-o de participar da Segunda Guerra Balcânica.

## Primeira Guerra Mundial
Quando iniciou a Primeira Guerra Mundial, Zhekov foi nomeado comandante-em-chefe do Exército Búlgaro. Zhekov e seus aliados alemães e austríacos conseguiram várias vitórias contra os sérvios e romenos, também invadiu a região da Macedônia destruindo o Exército Sérvio obrigando assim a rendição da Sérvia. Em setembro de 1918, novamente adoeceu e precisou ir para Viena, o General Georgi Todorov assumiu o comando do exército em seu lugar. Em 4 de novembro de 1918, após a ofensiva aliada na Macedônia, a Bulgária se rende e Zhekov é dispensado de seus serviços.

## Condenação e fuga
Zhekov fugiu para a Alemanha após o fim da guerra, mas em 1921, retornou à Bulgária para defender sua honra contra acusações, ele foi julgado por um tribunal militar e condenado a 10 anos de prisão, e depois de 3 anos foi anistiado.
Durante a Segunda Guerra Mundial, Zhekov e Hitler tornaram-se amigos e o Führer o convidou à visitar Paris após a conquista da França em 1940. Em 1944, a situação piorou, a Bulgária, que era aliada do Eixo, se uniu aos Aliados depois de suas cidades terem sido bombardeadas por norte-americanos, Zhekov fugiu para a Alemanha. Em 1945, os comunistas assumiram o poder na Bulgária e o tribunal militar o condenou à morte, mas o paradeiro de Zhekov era desconhecido até a sua morte em 1 de novembro de 1949, em Füssen.

## Reabilitação
Os restos mortais de Zhekov retornaram à sua pátria em 7 de novembro de 1992, sendo sepultado no Mausoléu Militar em Sófia.
{NF|1864|1949|Zhekov, Nikola}}
1. ↑  Jean Bricmont. Humanitarian Imperialism: Using Human Rights to Sell War. 2006

Kristen Ghodsee, “The Specter Still Haunts: Revisiting 1989,” Dissent, Spring 2012

E.H. Carr, “The Russian Revolution and the West,” New Left Review 1/111/ September-October 1978.

Kristen Ghodsee, “Red Nostalgia? Communism, Women’s Emancipation, and Economic Transformation in Bulgaria,” L,Homme Z. F. G. 15, 1 (2004)

Kristen Ghodsee, Lost in Transition: Ethnographies of Everyday Life after Communism. Duke University Press Books, 2011.

Kristen Ghodsee. The Left Side of History: World War II and the Unfulfilled Promise of Communism in Eastern Europe. Duke University Press. 2015.